# Pokrovske, Kirovohrad
Pokrovske (în ucraineană Покровське) este localitatea de reședință a comunei Pokrovske din raionul Kirovohrad, regiunea Kirovohrad, Ucraina.

## Demografie
Componența lingvistică a localității Pokrovske
     Ucraineană (53,31%)
     Rusă (43,86%)
     Română (1,46%)
     Alte limbi (0,39%)
Conform recensământului din 2001, majoritatea populației localității Pokrovske era vorbitoare de ucraineană (53,31%), existând în minoritate și vorbitori de rusă (43,86%) și română (1,46%).